# Diga del Sabbione
La diga del Sabbione è uno sbarramento artificiale situato a 2460 m s.l.m. in alta Val Formazza e risulta il più grande bacino idroelettrico Enel del Piemonte. L'acqua del lago omonimo viene utilizzata nella centrale idroelettrica di Morasco, dove due gruppi turbina/alternatore producono una potenza netta di 45,6 MW.

## Storia
La diga venne costruita tra il 1949 e il 1953. È lunga 279 metri ed è alta 63,6 metri. Ha una capacità massima di 44.830.000 m3. Le acque del lago vengono utilizzate dalla sottostante Centrale idroelettrica di Morasco, attraverso una condotta forzata scavata in galleria.
Nel corso dei lavori il regista Ermanno Olmi girò il suo primo film, un cortometraggio di 10 minuti circa intitolato La diga del ghiacciaio.

## Collocazione
Si trova tra il Corno di Ban (3028 m s.l.m.), il Blinnenhorn e la punta d'Arbola; la sua acqua è color turchese, il che è dovuto allo scioglimento del ghiacciaio soprastante. Il lago del Sabbione è raggiungibile esclusivamente a piedi da Morasco in circa 90 minuti.